# Naundörfel
Naundörfel ist ein Ortsteil der sächsischen Gemeinde Diera-Zehren im Landkreis Meißen.

## Geografie

### Lage
Naundörfel liegt rechts der Elbe nahe der Staatsstraße 88 von Meißen nach Nünchritz etwa 2 Kilometer östlich von Diera. Östlich des Ortes befindet sich die Bundesstraße 101. Naundörfel ist Diera-Zehrens östlichster Ortsteil.

### Nachbarorte
|       |                                             |          |
| Diera | Kompassrose, die auf Nachbargemeinden zeigt | Ockrilla |
|       | Winkwitz                                    | Meißen   |

## Geschichte
Naundörfel wurde erstmals am 5. April 1344 als Nuwindorff erwähnt. Der Ort war 1547 zum Amt Meißen gehörig. Zwischen 1856 und 1875 gehörte Naundörfel zum Gerichtsamt Meißen, danach zur gleichnamigen Amtshauptmannschaft. Im Jahr 1900 betrug die Größe der Gemarkung 193 Hektar. Alle 1925 in Naundörfel lebenden Menschen waren evangelisch-lutherisch. Der Ort war nach Zadel gepfarrt und gehört heute zur dortigen Kirchgemeinde. Seine Selbstständigkeit verlor Naundörfel am 1. Juli 1950 durch die Eingemeindung nach Diera. Durch die Kreisreform 1952 wurde Naundörfel Teil des Kreises Meißen. Am 1. Januar 1999 schlossen sich die Gemeinden Diera und Zehren zur neuen Gemeinde Diera-Zehren zusammen.

### Entwicklung der Einwohnerzahl
| Jahr | Einwohnerzahl                 |
| ---- | ----------------------------- |
| 1551 | 10 besessene Mann, 7 Inwohner |
| 1764 | 13 besessene Mann, 1 Häusler  |
| 1834 | 106                           |
| 1871 | 131                           |
| 1890 | 110                           |
| 1910 | 126                           |
| 1925 | 126                           |
| 1939 | 108                           |
| 1946 | 150                           |
| 2011 | 133                           |
| 2019 | 149                           |